# توره دآرزه
توره دآرزه (به ایتالیایی: Torre d'Arese) یک کومونه در ایتالیا است که در استان پاویا واقع شده‌است. توره دآرزه ۴٫۴ کیلومتر مربع مساحت و ۹۶۳ نفر جمعیت دارد و ۷۸ متر بالاتر از سطح دریا واقع شده‌است.